# Route nationale 490
Die N490 war von 1933 bis 1973 eine französische Nationalstraße, die zwischen Lapalisse und Chambilly verlief. Ihre Länge betrug 35 Kilometer. Von 1978 bis 1993 gab es ein weiteres Mal eine N490 als Seitenast der N190 in Nanterre, wo sie zur N186 verlief.